# Стремінь
Стре́мінь — село в Україні, в Шептицькому районі Львівської області. Населення становить 502 осіб. Перша згадка про село  1589 рік.

## Населення

### Мова
Розподіл населення за рідною мовою за даними перепису 2001 року:
| Мова       | Кількість | Відсоток |
| ---------- | --------- | -------- |
| українська | 501       | 99.8%    |
| російська  | 1         | 0.2%     |
| Усього     | 502       | 100%     |

## Історія
Сама назва села походить від того, що жив в селі коваль, який робив стремена для війська. Та напали на село турки — татари і спалили його. Люди повтікали в ліса. а через деякий час тут. понад річку, почали будуватися. Не хотіли повертатися на згарище, але і на новому місці назву зберегли. На новому місці, на горбочку, біля річки побудували невеличку дерев'яну капличку, яку в 1886 році перебудували в церкву Покрови Пресвятої Богородиці.

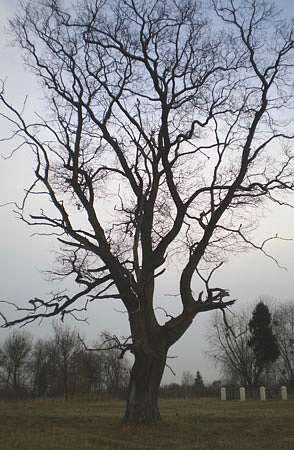
Дуб в селі Стремінь

Стремінь карта 1779

Городищенське Євангеліє 17 ст. згадує про перехід селянсько-козацьких загонів Б.Хмельницького через село під час визвольної війни 1648—1657 рр.
Біля церкви ще й досі зберігся дуб. якому більше як 350 років і існують перекази про те, що його посадив сам і Б.Хмельницький.
7 червня 1752 р. за дозвільною грамотою польського короля Августа ІІІ село Стремінь переходить у власність пані Еві Коньовської з роду Потоцьких
З 1785 р. при церкві велася метрична книга, яка була цінним історичним джерелом про життя села Стремінь. Витяг з метричних книг в народі просто називали «метрикою». З наказу австрійського імператора Йосипа ІІ від 20 лютого 1784 р. така книга велася на латинській мові.
Перед 1 світовою війною власниками землі в с. Стремінь були поміщики Яблуновські і Левандовські.
Після розпаду Австро-Угорської імперії українці заявили про своє право на формування власної держави. Поляки вкрай негативно поставилися до цих прагнень українців. Після Листопадового повстання у Львові в 1918 р. і проголошення Західноукраїнської Народної Республіки почалося формування Галицької армії, яка була покликана боронити самостійність нової держави від зазіхань поляків. До лав української армії вступили юнаки з Стременя. Усі вони брали участь у кровопролитній україно-польській війні 1918—1919 рр.  Загалом під час україно-польської війни помер за волю своєї країни 1 житель Стременя (Підкова Федір). Він навіть не дожив до 20-річного віку.
У 20-30 рр. 20ст. економічний розвиток села гальмувався колоніальною політикою польських властей.
Власником фільварку став поміщик Адольф Кремінцер. Крім земельних угідь він володів 340 гектарами лісу, паровим млином і гуральнею. Становище селян було важким і вже з середини 20-х рр. розгортається боротьба жителів за покращення свого соціального та економічного становища. Свідченням того є страйк 1926 р. жорстоко придушений польською жандармерією.
Сільські дівчата змушені були плести дротяні нагайки і загортати їх у полотно. Екзекуція відбулася так, як усюди. Все тіло після екзекуції було чорне. Потім поставили побитих над річкою і за наказом: «Падай у воду» люди змушені були стрибати в річку і там виконувати, як говорили, «лугові вправи». А тому, що всі мусили ввійти у воду одягненими, в кого лише були паперові гроші, квитанції або інші документи, — все було знищено. Коли наказували повністю занурюватися в воду, стрільці на конях спеціально стежили за тим, щоб ніхто не висунув скоріше голову з води. В такому випадку били нагайками по голові. Такі вправи повторювали кілька разів, лишаючи 5 хвилин на перепочинок між першою та другою вправами. Коли стрільці від'їжджали, то наказали селянам на колінах кланятися тим, хто від'їжджав, і дякувати за навчання.
Переслідування польських властей не зупиняли визвольну боротьбу жителів села. Продовжувало активно працювати товариство «Просвіта».
В 1933 у селі появилися поодинокі голодуючі із Східної України, переважно з Бессарабії. Рухалися вони у пошуках продовольства для здобуття якого часто вимінювали особисті речі.
У 1937 р. громада с. Стремінь продала 15 га громадської землі і на одержані кошти розпочала будівництво нової цегляної школи (сьогодні тут знаходиться бібліотека, магазин, медпункт. Народний дім).

## Друга світова війна

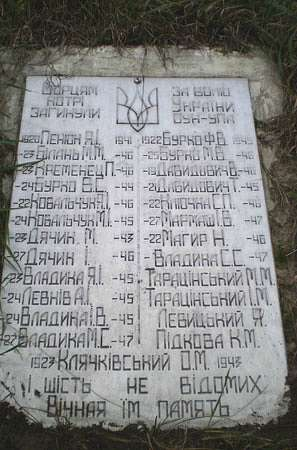
Пам'ятна таблиця загиблим воїнам УПА

1 вересня 1939 р. нападом Німеччини на Польщу вибухнула Друга світова війна. Відповідно до таємного протоколу до Пакту Молотова — Ріббентропа Червона Армія 17 вересня перейшла польсько-радянський кордон. Невдовзі її загони були вже у селі Стремінь.
22 жовтня 1939 р. більшовиками було організовано вибори до Народних Зборів Західної України, які відбувались в умовах суворого контролю з боку радянських органів влади і більшовицьких спецслужб. Вибори почалися рівно о 6 годині ранку. До 5 години дня у Стремені проголосувала переважна більшість виборців. О 12 годині ночі вибори закінчилися. Населення на безальтернативній основі проголосувало за свого посланця на Народні Збори Васька Д. П. Останні засідали протягом 26—28 жовтня у Львові і проголосили входження Західної України до складу УРСР.
Людей невдоволених політикою совітів, починають вивозити в сталінські концтабори. Першою жертвою енкаведистів став Ярослав Пенюк — студент Львівської політехніки, активний член ОУН. Сталінські кати живцем замурували його в тюрмі на вул. Лонцького у Львові (1941 р.).
Німецька окупація, що почалася 22червня 1941 р. ще принесла полегшення селянам, фашистам була потрібна дешева робоча сила. Багатьох молодих людей вони вивезли на примусові роботи до Німеччини, приблизно 56 людей.
Створена у жовтні 1942 р. Українська Повстанська Армія поповнилася і за рахунок свідомих стремінських юнаків. В сутичці з німецькими загарбниками в 1943 р. загинули вояки УПА. Серед них — Білань Микола Миколайович «Грім», Бурко Микола Дмитрович «Листок», приблизно 54 чоловік.
Внаслідок Львівсько-Сандомирської операції війська Першого Українського фронту під командуванням Маршала Радянського Союзу І. Конєва, зокрема частини 13-ї армії генерал-лейтенанта М. Пухова 15 липня 1944 р. вступили на територію села Стремінь. В цей час бойових дій у селі не було, тому значних матеріальних втрат селяни не зазнали. Органи радянської влади провели у липні-серпні тотальну мобілізацію до лав Червоної Армії. Більшість солдатів з  Стременя поповнили лави Першого Українського фронту. Ще 13 воїнів зі села Стремінь поклали голову у Другій світовій війні. Варто відмітити те, що усі вони були простими рядовими.
Повернення більшовиків у 1944 р. спричинило до активізації бойових дій підпільних лоївок ОУП—УПА. Ця боротьба тривала до початку 50-х років. В бою з більшовиками каральними загонами загинуло 27 вояків з с. Стремінь.
Емгебісти заарештували членів сімей, родичі яких брали участь у визвольних змаганнях, або тих хто їм допомагав вивозити на спецпоселення в Сибір і Казахстан. Були депортовані Годісь Катерина, Владика Марія.
У січні-лютому 1950 року було створено колгосп імені 40-річчя Жовтня. Почалася друга хвиля колективізації. Люди вже без вагань подавали заяви на вступ до колгоспу, оскільки бачили, що іншого виходу немає У 1951 році відбулося об'єднання трьох колгоспів сіл Реклинець та Стремінь в один колгосп «Світанок».

### БУДИНОК КУЛЬТУРИ

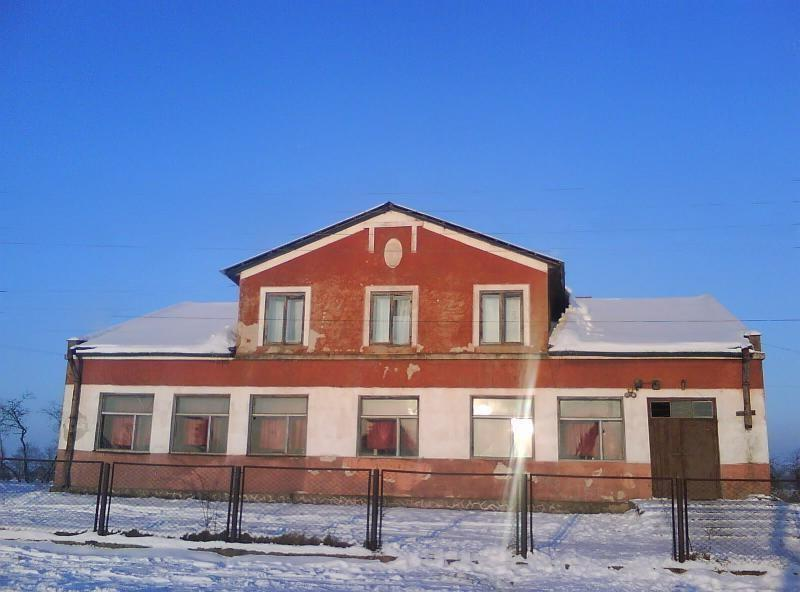
Будинок культури і Бібліотека

Приблизно 1890 року в центрі с. Стремінь відбулася знакова подія — силами місцевих жителів споруджено дерев'яне приміщення читальні.
У післявоєнний період вона перетворена в Будинок культури. У тому ж приміщенні знаходився також магазин. Сільський клуб служив місцем культурного відпочинку для людей. Сюди приходили дивитися на вистави, концерти, тематичні вечори, відзначали різні свята. З 1948 до 1955 рр. завідувачем клубу був Пенюк Іван Петрович, після нього протягом 1955—1960 рр. — Меланія Жидяк (доїжджала із села Купичволя). Останнім завідувачем клубу впродовж 1961—1994 рр. була Ольга Заяць. На даний час на цій посаді працює Андрушко М. М.  Після закриття початкової школи у Стремені клуб перенесено у приміщення колишнього навчального закладу. У старому клубі до 1997 р. був лише магазин. Надалі приміщення пустувало і згодом було зруйноване.

### ШКОЛА

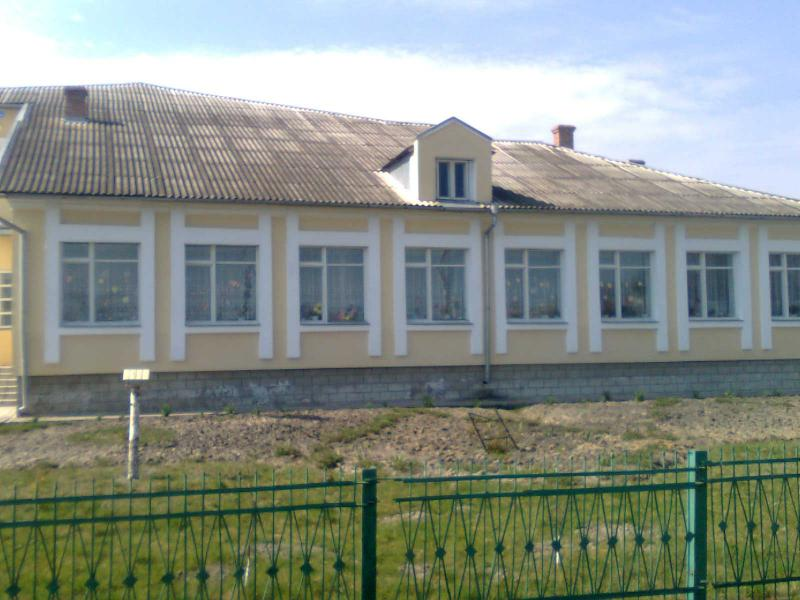
Стремінська школа

Кінець 19 ст. -поч.20 ст. ознаменувався пожвавленням громадського життя в селі. Воно пов'язане з відкриттям школи. Але рівень освіти в Стремені. як і в цілому по всій Галичині, був надзвичайно низьким. Старожили згадують, що в ті часи школа була початковою, з чотирирічним терміном навчання. Навчатись у дві зміни, бо не вистарчало місць для учнів. Вчили українську і польську мови, рахунки і релігію. Багато дітей не ходило до школи. Влада не заставляла їх вчитися, та й коштів у батьків не було на це.
Наприкінці 30-х початку 40-х рр.. директором Стремінської школи був Я.Айвембард, вчителем Мар'ян Кагане. Закрили школу у 1980р до цього її очолювали М. Висоцький, В. Г. Рудий, вчителі — Горохова Зіна О. та Яцик Б. І.
У 2004 році було здано в експлуатацію нова Стремінська початкова школа, будівництво якої було розпочато ще в 1991 році. У 2014 році відкрито дошкільну групу і надано закладу нового статусу: навчально — виховний комплекс, який очолює Владика О. І.

### БІБЛІОТЕКА

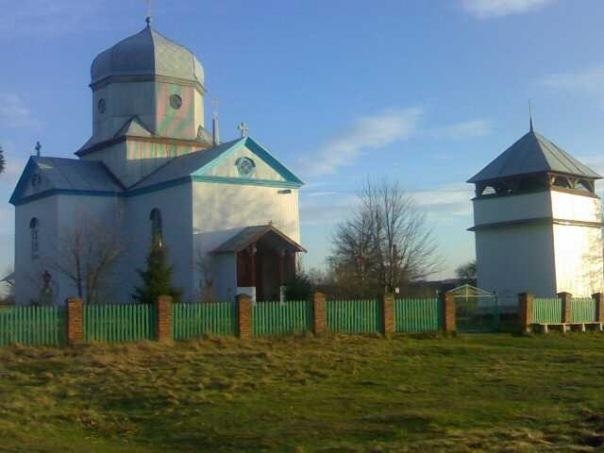
Стремінська церква

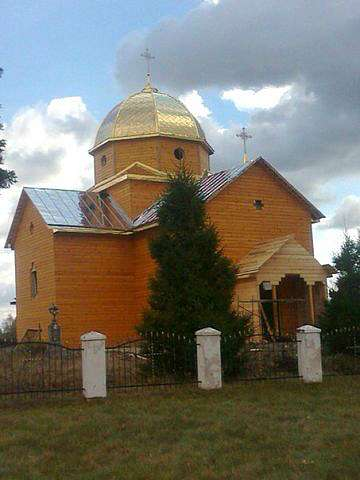
Церква в с. Стремінь

З 1949 р. бібліотека знаходилась у старенькій хатині, на території ферми. А з 1985 р. її перенесли в приміщення старої школи. Весь цей час завідувачем бібліотеки була Бурко М. П. З виходом на пенсію, у 1993 р. до роботи в бібліотеці приступила Левик Н. І.

### ЦЕРКВА

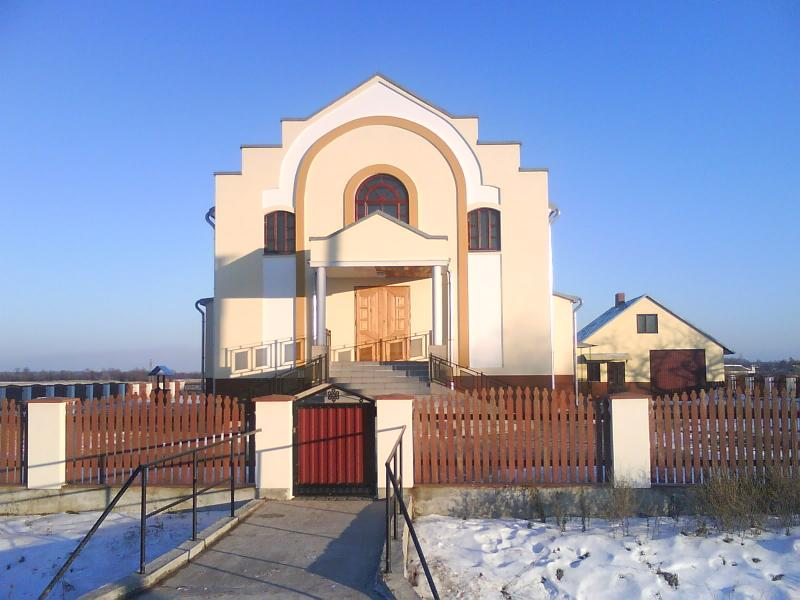
Дім Молитви Стремінь

У  1899 році у Стремені місцеву церкву відвідували 274 жителі греко — католицького віросповідання. У селі були також особи, які сповідували римо-католицьку віру та юдаїзм.
Важлива історична подія сталася в 1906 р. За ініціативою греко-католицького священика о. Лева П'ясецького [Архівовано 26 листопада 2018 у Wayback Machine.] було створено товариство «Просвіта», його ж обрали головою. За переписом 1926 року у Стремені 650 жителів за віросповіданням були греко-католиками. В 1938 році 635 жителя становили греко-католицьку громаду.
У 1913 році було завершене будівництво великої  цегляної римо- католицької філіальної каплиці, що постала в центрі села Стремінь неподалік від греко-католицької церкви. За даними перепису 1913 р., у Стремені налічувалося 164 римо-католики. Серед віруючих — реклинчан це число становило 210 осіб. Усі вони входили до парафії з центром у м. Великі Мости, де 1882 р. зведено великий костел. Після входження 1939 р. Західної України до складу Радянського Союзу і зменшення кількості поляків місцева римо-католицька парафія поступово зникає. Каплиця на певний час закривається. В радянський час опущену святиню перетворили на колгоспний склад — тут зберігали міндобрива. Поблизу була сушарка льону — сьогодні від неї залишився цегляний комин.
За незалежності України будівлю каплиці хотіли отримати парафіяни Церкви християн-євангелістів, але громада Стременя не дозволила. Після загибелі церкви Покрови Пресвятої Богородиці 2011 р. каплиця була відчинена. Повністю реконструйована і стала служити новим приміщенням для ведення богослужінь місцевою греко-католицькою громадою.В 1989 р. відбувається відновлення греко-католицьких парафій у селах Реклинець і Стремінь. Зареєстровані вони 1991 року. Першим, хто вів Богослужіння, у с. Стремінь був о. Володимир Валевський, який п'ять років надавав духовну опіку вірним села. 1995 р. парафія с. Стремінь об'єдналася з парафією с. Реклинець. На початку 1995 р. адміністратором храму Пресвятої Трійці призначено о. Василя Горбатюка, який три з половиною роки надавав духовну опіку греко-католикам с. Реклинця, а також Стременя. 1997 р. Владика Михаїл Колтун [Архівовано 2 березня 2021 у Wayback Machine.], тоді єпископ Зборівської єпархії, призначив священика Романа Синицького адміністратором храму Пресвятої Трійці с. Реклинець. Довгі 14 років служив о. Роман вірянам. Після нього недовгий час був о. Ігор Малик, а з 2012 р. новий священик греко-католицької громади –о. Тарас Гнатів.
13 серпня 2011 року згоріла дотла церква Покрови Пресвятої Богородиці. 150-літня пам'ятка згоріла вщент. Причиною пожежі стала блискавка.
В 2012 р. розпочато будівництво нової дерев'яної церкви.14.жовтня 2015 року осв'ячено новозбудований храм Покрови Пресвятої Богородиці. Протягом усіх років існування греко-католицької парафії до села двічі приїжджав з пастирським благословенням Владика Михаїл Колтун. На парафії завжди ведеться праця з дітьми та молоддю, є Апостольство молитви, діє підготовка дітей до Першої Сповіді та Урочистого Святого Причастя. Часто тут перебували чудотворні ікони Сокальсько-Жовківської єпархії, та з поза меж єпархії. Парафіяни побували в різних святих місцях України.

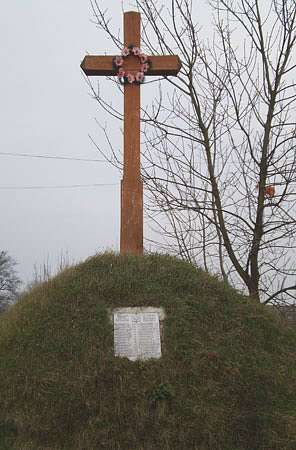
Могила загиблим воїнам УПА

### ВідНезалежностідо тепер
В 1991 р.,в перший рік Незалежності України, в центрі села була насипана могила і поставлений хрест, на честь загиблим воїнам УПА. А через 10 років, споруджений хрест на честь приїзду Папи Римського в Україну.
У 2006 році за державні кошти до центру села було побудовано підвідний газопровід.
20 вересня 2009 р. у с. Стремінь відбулося урочисте святкове зібрання  з нагоди освячення Дому молитви.
У червні 2020 року біля місцевої школи активною молоддю було встановлено спортивний майданчик.

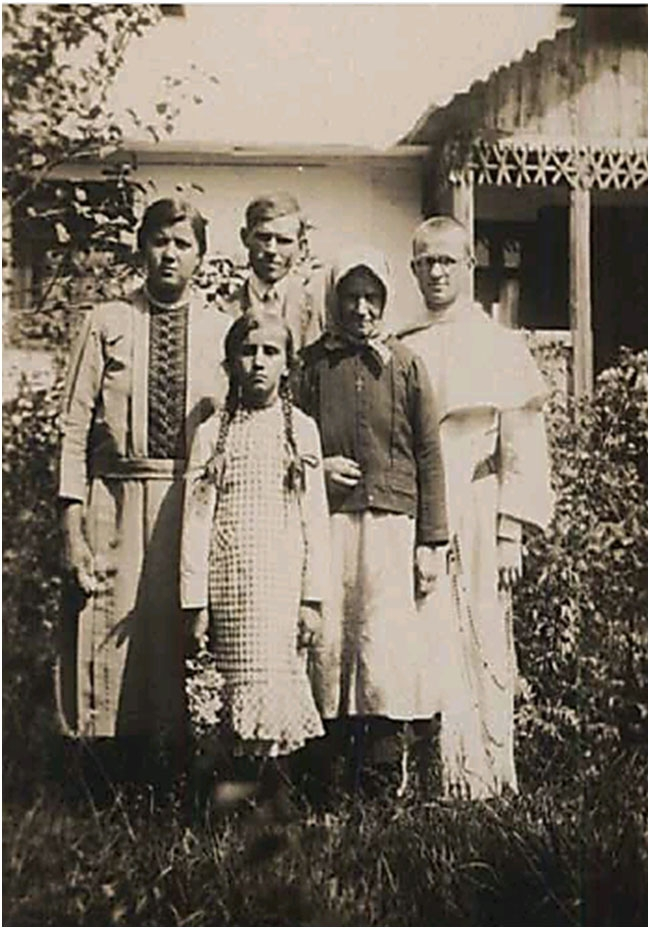
Адам Студзінський зі своєю сім'єю біля рідної хати. Ліворуч брат Юзеф з дружиною Ганусею і дочкою Маринцею. Біля Адама його мати.

## Відомі люди
*Адам Студзінський (*2 червня 1911, с. Стремінь Жовківського повіту  (Львівська область) — †2 квітня 2008, м. Краків) — польський католицький священик (пол. Adam Franciszek Studziński), домініканець, член Королівського товариства любителів історії та пам'яток м. Кракова, капелан Другого корпусу польських збройних сил на Заході, бригадний генерал Війська Польського, харцермістр Польського Союзу харцерів (Związek Harcerstwa Polskiego) — польських скаутів.